# Осия (царь Израиля)
Оси́я (ивр. ‎и др.-евр. הוֹשֵׁעַ‬ [ho.ˈʃe.a] — «спасение»; аккад. 𒀀𒌑𒋛𒀪 [au.si.ʔi]; лат. Hōsēās [hoːˈseː.aːs] или Ōsēe [oːˈseː.e]; др.-греч. Ωσηέ [o.siˈe]), сын Илы — 19-й и последний царь Израильского царства.

## Восхождение на престол
Ассирийские записи подтверждают библейское повествование о том, как он стал царем. При Ахазе Иудея проявила верность Тиглатпаласару III Ассирийскому, когда Северное царство под Факеем (ивр. פֶּ֨קַח‎ пэка́х) в союзе с Ризоном Арам-Дамаскским, попыталось принудить иудейского царя к совместным действиям против Ассирии. Осия, военачальник армии Факея, поставил себя во главе про-ассирийской партии в Самарии; затем он устранил Факея убив его; Тиглатпаласар вознаградил Осию, сделав его царем над Эфраимом (название колена использованное для всего Северного царства), которое было уменьшено в размерах. Недатированная надпись Тиглатпаласара III с самовосхвалениями тем, что сделал Осию царем после того, как был свергнут его предшественник:
 Израиль (дословно — «земля Омри»)… всех его жителей [и] их имущество я направил в Ассирию. Они свергли своего царя Факея… и я поставил Осию в качестве царя над ними. Я получил от них 10 талантов золота, 1000 талантов серебра в качестве дани и увез их в Ассирию. 
Размер дани, взимаемой с Осии, не указан в Писании, но Менахем, около 10-ю годами ранее (743 или 742 г. до н. э.) должен был заплатить 1000 талантов серебра Тиглатпаласару, чтобы «руки его были за него и чтобы утвердить царство в руке своей» (4 Цар. 15:19), по-видимому, против соперника Менахема Факея.
Пока Тиглатпаласар был на троне, Осия оставался верным; но когда Салманасар V добился успеха, Осия попытался восстановить свою независимость и вступил в переговоры с Египтом. Вероятно, введенный в заблуждение благоприятными обещаниями со стороны Египта, Осия прекратил платить дань. Гуго Винклер утверждал, что в этом антиассирийском движении, в котором Тир также участвовал, со стороны арабских торговых государств была предпринята последняя попытка отгородить Ассирию от арабо-индийской торговли, для которого владение портами Средиземного моря имело жизненно важное значение.
Салманасар вскоре истолковал это как мятеж и направил свои армии против Самарии. Ассирийский эпонимный канон показывает, что Салманасар вёл кампанию «против [имя отсутствует]» в 727, 726 и 725 годах до н. э., И предполагается, что отсутствующим именем была Самария. В Вавилонских хрониках говорится, что Салманасар опустошил город «Ша-ма-ра-ин» (Самария). Дополнительные свидетельства что именно Салманасар, а не Саргон II захватил Самарию, несмотря на заявление последнего в конце своего правления о том, что он был её победителем, был представлены в Тадморе, которые показали, что Саргон не проводил кампаний на западе в первые два года своего правления (722 и 721 гг. до н. э.).

## Конец правления
Вероятно, что Осия, разочарованный отсутствием поддержки Египта, попытался предотвратить бедствие, возобновив выплату дани, но, не получив доверия, он был вынужден сражаться и был взят в плен в битве. Столица, хотя и лишенная правителя, проводила эффективную оборону. Тем не менее, ассирийцы захватили Самарию после трёхлетней осады. Однако Салманасар умер вскоре после падения города, и ассирийская армия была отозвана, чтобы обеспечить преемственность Саргона II. Земля Израиля, которая годами сопротивлялась ассирийцам без царя, снова восстала. Саргон вернулся с ассирийской армией в 720 г. до н. э. и усмирил провинцию, депортировав граждан Израиля за Евфрат (27 290 человек согласно надписи Саргона II) и поселив людей из Вавилона, Кута, Авва, Емаф и Сефарваим на их месте (4 Цар. 17:6, 24). Автор Книг царей утверждает, что это разрушение произошло «потому, что сыны Израилевы согрешили против Господа» (4 Цар. 17:7—24). Что случилось с Осией после конца царства Израильского, когда и где он умер, неизвестно.

## Фараон «Со»
Существует некоторая загадка относительно личности этого фараона Египта: некоторые ученые утверждали, что «Со» относится к египетскому городу Саис, и тем самым относится к царю Тефнахту из XXIV династии. Однако столицей Египта в то время был Танис, что предполагает ненужное исправление текста, и Кеннет Китчен правильно отождествляет «Со» с Осорконом IV XXII династии. Учитывая тот факт, что Осоркон (730—715 до н. э.) правил во времена Осии, это весьма вероятно. В качестве альтернативы он может относиться к менее знатному египтянину, например Зибе, полководцу, упомянутому в ассирийских летописях.

## Датирование и хронология
Календари для исчисления лет царей в Иудее и Израиле были смещены шестью месяцами: Иудеей, начиная с тишрей (осенью), и с Израилем в нисане (весной). Поэтому перекрестные синхронизации между двумя королевствами часто позволяют сузить даты начала и/или окончания правления царя до шестимесячного диапазона. В случае с Осией, синхронизация с правлением Езекии иудейского показывает, что он взошёл на престол через некоторое время между 1-м тишрей 732 г. до н. э. и за день до 1-го нисана 731 г. до н. э. Конец его правления произошёл между первым нисаном 723 г. до н. э., и за день до 1-го тишрей того же года. Это сужение дат для Осии предоставлено более поздними учеными, которые основывались на работе Эдвина Тиле, поскольку Тиле не принял синхронизмы Осии / Езекии в 4 Цар. 18. То, что Осия умер до 1-го тишрей 723 г. до н. э., является дополнительным доказательством того, что именно Салманасар V, а не Саргон II, первоначально захватил Самарию; Салманасар умер только в декабре 722 г. или январе 721 г. до н. э. Итак:
- по Э. Тиле: 732—723 гг.[4]
- по У. Ф. Олбрайту: 732—721 до н. э.
- по более современным авторам В. Эрлихману и И. Р. Тантлевскому: 732—722 гг. до н. э.[7][8]